# Bring the Noise
Pour les articles homonymes, voir Bring the Noise (homonymie) et BTN.
Bring The Noise (abrégé BTN par les auditeurs) est une émission musicale diffusée le dimanche soir sur la radio OUI FM.

## Historique
Bring The Noise est une émission radio spécialisée dans l'alternatif rock diffusée sur l'antenne de OUI FM depuis août 2009. Lors de sa création, elle succède à Guerilla Radio, référence à une musique de Rage Against the Machine. Le titre de l'émission est inspiré d'une collaboration du groupe de hip hop Public Enemy et du groupe de Thrash Metal Anthrax.
Bring The Noise est présentée par Pierre Janaszak dès 2009 puis par Aurélie Communier à partir de 2014. D'abord diffusée le dimanche soir, elle sera également proposée en quotidienne dès le mois de mai 2010.
De 2011 à 2014, l'émission est déclinée le vendredi soir sous le nom de Bring The Noise - La Night et s'ouvre à la culture électronique.
L'émission s'arrête à la fin de la saison 2017 mais reprendra uniquement le dimanche soir dès septembre 2020, toujours sur OUI FM.
À partir de la rentrée 2023, l'émission est désormais présentée par Marie et Lucas.

## Événements
Un festival Bring The Noise a été organisé annuellement par OUI FM entre 2010 et 2014,.
Une webradio consacrée à l'émission est lancée le 31 octobre 2018.